# Цуров (коммуна)
Цуров (нем. Zurow) — община в Германии, в земле Мекленбург-Передняя Померания.
Входит в состав района Северо-Западный Мекленбург. Подчиняется управлению Нойклостер-Варин. Население составляет 1405 человек (на 31 декабря 2010 года). Занимает площадь 40,68 км².